# Regradacja
Regradacja to przywracanie zdegradowanym glebom ich poprzedniej sprawności poprzez usuwanie negatywnych skutków degradacji gleby. Regradacja to odnowienie wysokiej produkcyjności gleby poprzez zwiększenie jej żyzności dzięki odbudowaniu warstwy próchnicznej – dotyczy nie tylko gleb zdegradowanych, także słabszych z natury gleb piaszczystych lub bagiennych.

## Metody regradacji gleb
Regradację nadmiernie wyeksploatowanych lub słabszych gleb przeprowadza się m.in. za pomocą specjalnych zabiegów agrotechnicznych, odpowiednio stosowanych, zwanych regradacyjnymi. Należą do nich:
- wapnowanie gleby (ma duże znaczenie m.in. w monokulturach drzew iglastych),
- nawożenie, stosuje się tu duże dawki nawozów organicznych, kompostu, trocin, obornika itp., odbudowujących próchnicę,
- zabiegi uprawowe nadające glebie trwałą strukturę gruzełkowatą, spulchnianie itp.

Regradacja niektórych gleb wymaga jeszcze uregulowania stosunków wodno-powietrznych poprzez melioracje wodne czy fitomelioracje, ponadto zapobiega się erozji np. tarasując zbocza itp.